# A4 Networks
A4 Networks ist ein Computerspiel von 1995 im Genre der Wirtschaftssimulation, das von dem französischen Studio ERE Informatique in Zusammenarbeit mit Artdink entwickelt wurde. Für den Vertrieb in Europa war Infogrames zuständig. In den USA erschien sie unter dem Titel C.E.O. durch I-Motion. Es ist der fünfte Teil der Computerspielreihe A-Train.

## Spielprinzip
Der Spieler übernimmt die Kontrolle als Geschäftsführer über die fiktive Firma A IV. Er wird eingesetzt, um zehn (in der Diskettenversion fünf) Orte zu sanieren. Darunter befinden sich unbesiedelte Südseeinseln, Berlin, Washington, D.C., London jeweils mit angedeuteten Wahrzeichen. Einkommen wird durch Bus- und Bahnverbindungen generiert. Deren Fahrpläne und Haltestellen müssen erstellt werden. Fehlplanungen können zu Verzögerungen oder Unfällen führen. Der Bedarf im Nahverkehrsaufkommen kann durch zusätzliche öffentliche Gebäude gesteigert werden. Der Wechsel zwischen Tag und Nacht kann optional grafisch dargestellt werden. Durch eine Kooperation mit Focus und n-tv werden in der deutschen Version Zufallsereignisse durch Titelmotive des Nachrichtenmagazins oder Einspieler des Nachrichtensenders angekündigt.

## Rezeption
Durch den hohen Schwierigkeitsgrad sei es wenig einsteigerfreundlich und auch der Spielspaß leide. Grafisch bleibe es trotz SVGA trist. Das Menüsystem sei gewöhnungsbedürftig und vermeidbar umständlich. Gegen Transport Tycoon oder SimCity 2000 könne es sich nicht durchsetzen. Das Streckennetz hebe sich nicht deutlich genug von der Hochhauskulisse ab und sei in unteren Ebenen noch schwerer erreichbar. Die Städte wirkten menschenleer. Es richte sich an Spieler, die Railroad Tycoon mit höherer Komplexität wünschen. Es sei eine exzellente Aktualisierung des Vorgängers A-Train III, das sich durch eine bessere Übersichtlichkeit auszeichne.